# Misje dyplomatyczne Rwandy

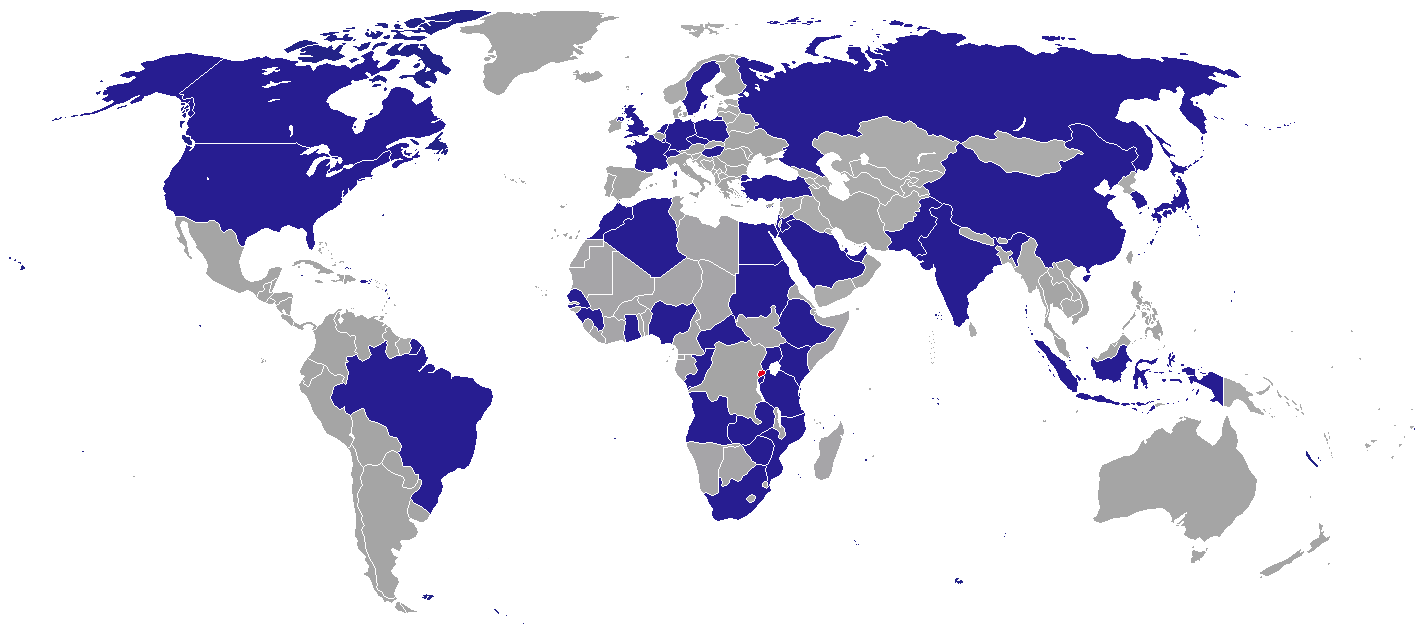
Kraje, w których Republika Rwandy ma swoje przedstawicielstwa dyplomatyczne

Misje dyplomatyczne Rwandy – przedstawicielstwa dyplomatyczne Republiki Rwandy przy innych państwach i organizacjach międzynarodowych. Poniższa lista zawiera wykaz obecnych ambasad. Rwanda nie posiada aktualnie osobnych konsulatów zawodowych. Nie uwzględniono konsulatów honorowych.
29 listopada 2009 Rwanda została członkiem Wspólnoty Narodów. Z racji przynależności do tej organizacji rwandyjscy szefowie misji dyplomatycznych pierwszej klasy w innych krajach wspólnoty powinni być nazywani wysokimi komisarzami, a ich siedziby wysokimi komisjami. Jednakże Ministerstwo Spraw Zagranicznych i Współpracy Rwandy na swoich stronach internetowych utrzymuje tytulaturę ambasador i ambasada.

## Europa

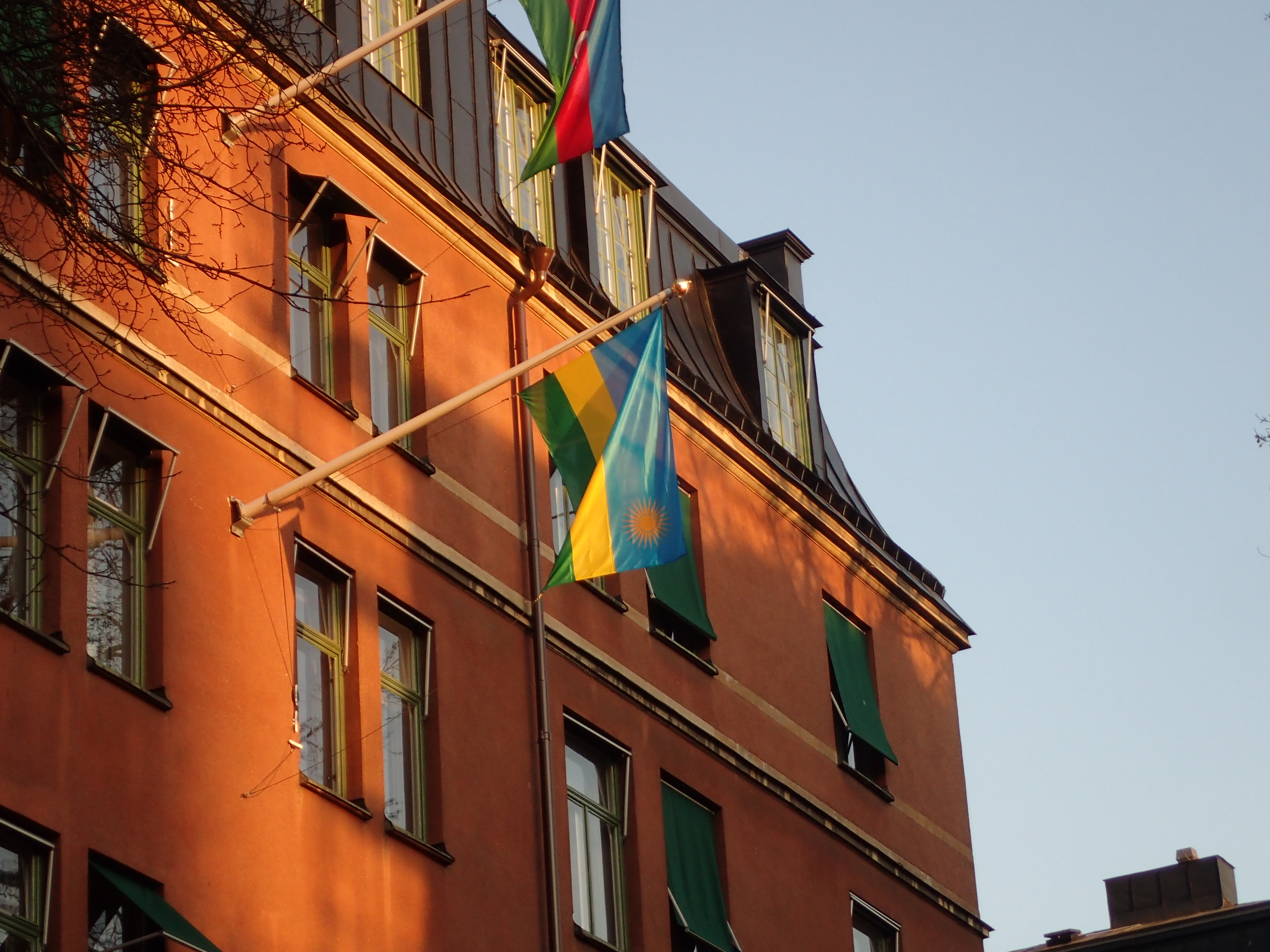
Ambasada Rwandy w Sztokholmie

- Belgia
  - Bruksela (Ambasada)
- Francja
  - Paryż (Ambasada)
- Holandia
  - Haga (Ambasada)
- Niemcy
  - Berlin (Ambasada)
- Polska
  - Warszawa (Ambasada)
- Szwajcaria
  - Genewa (Ambasada)
- Szwecja
  - Sztokholm (Ambasada)
- Wielka Brytania
  - Londyn (Ambasada[3])

## Ameryka Północna, Środkowa i Karaiby

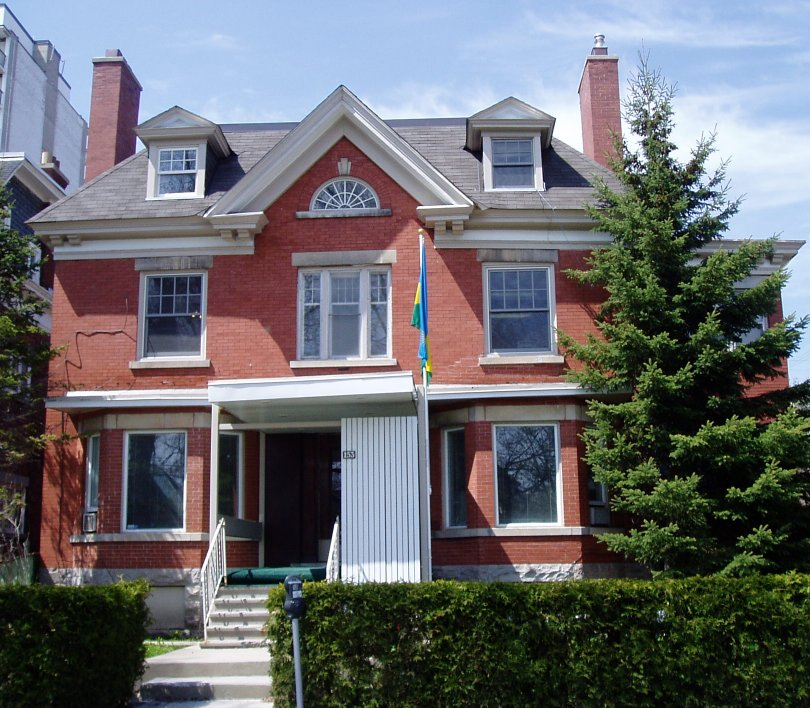
Ambasada Rwandy w Ottawie

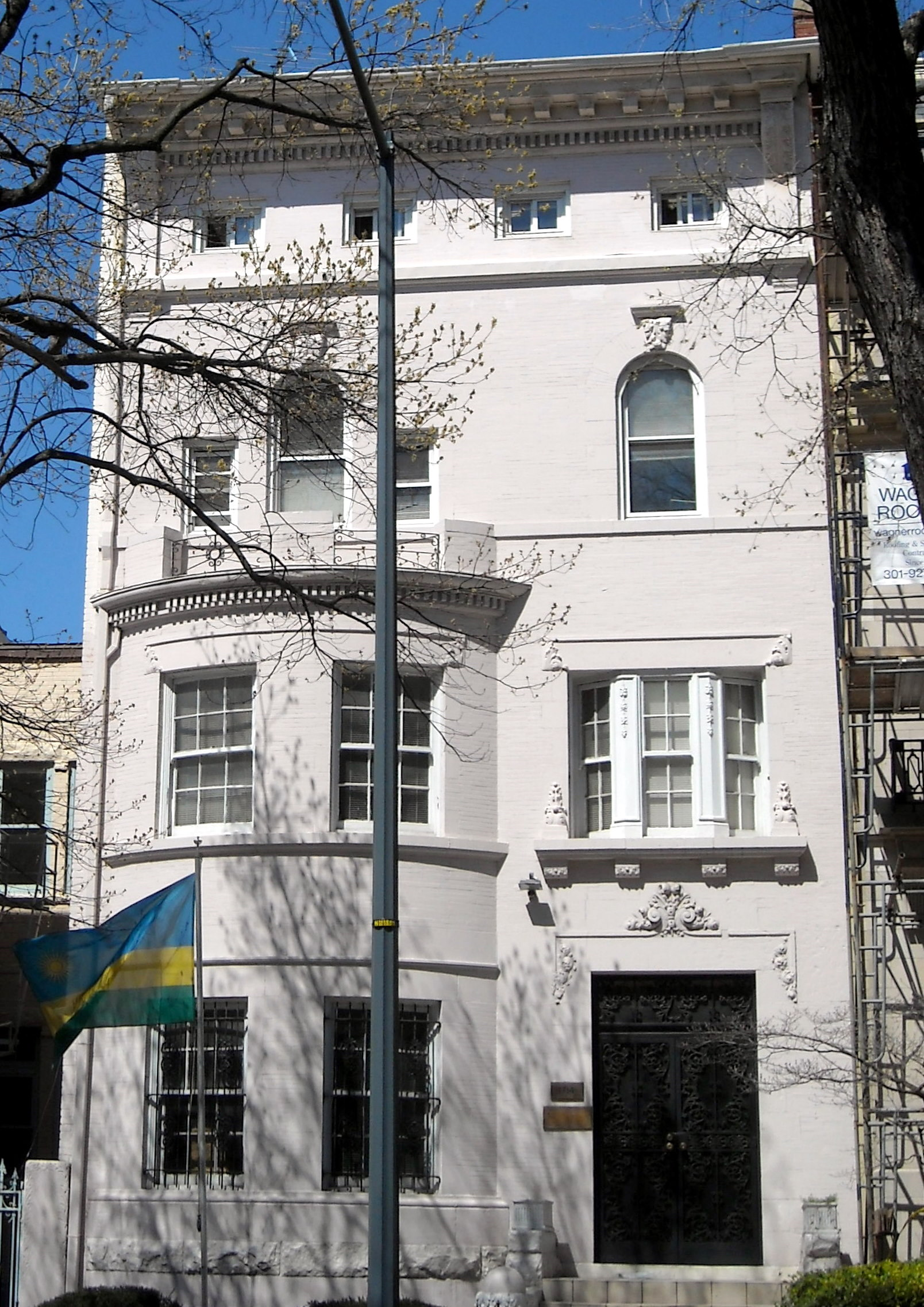
Ambasada Rwandy w Waszyngtonie

- Kanada
  - Ottawa (Ambasada[3])
- Stany Zjednoczone
  - Waszyngton (Ambasada)

## Afryka

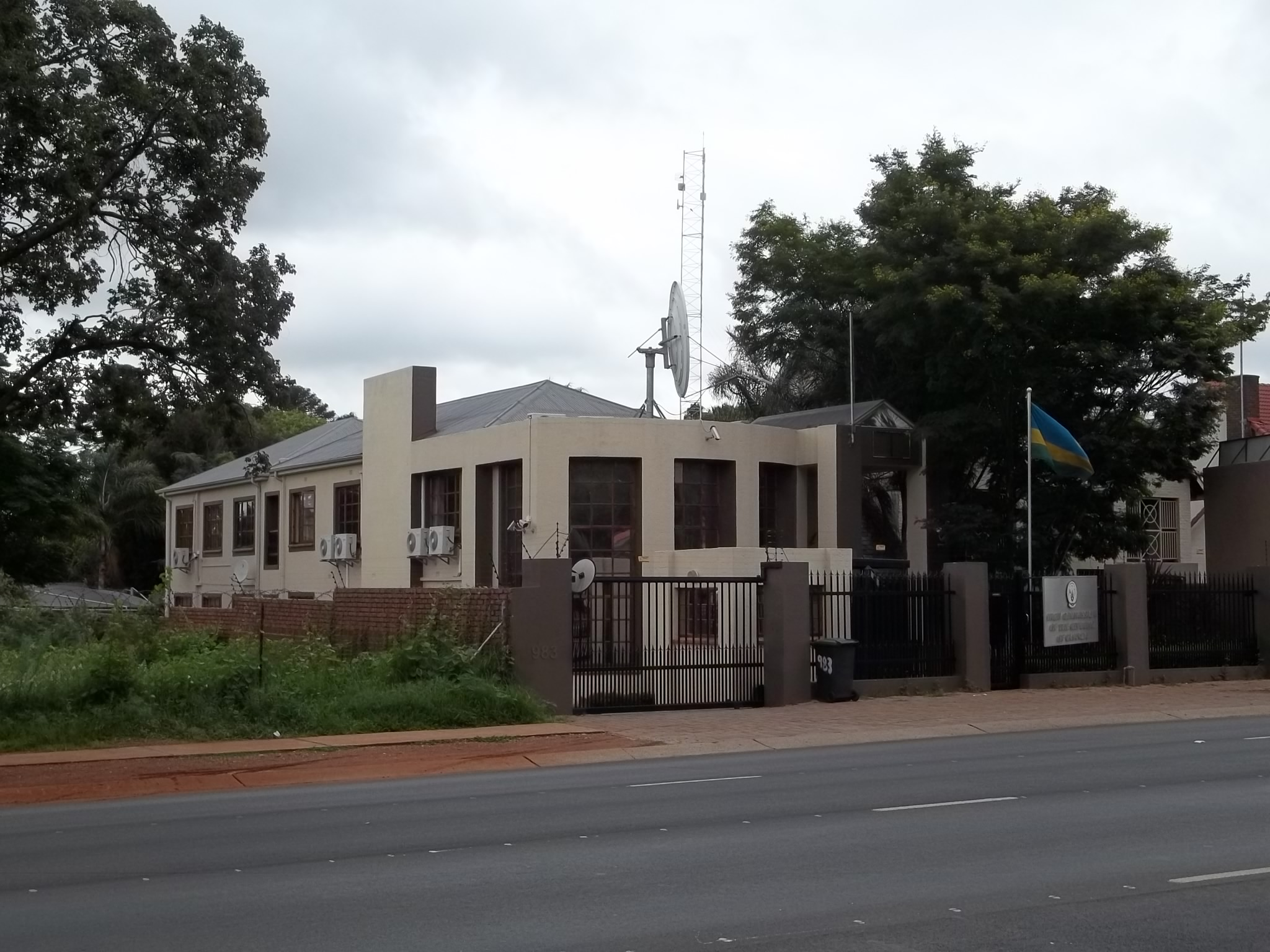
Ambasada Rwandy w Pretorii

- Burundi
  - Bużumbura (Ambasada)
- Demokratyczna Republika Konga
  - Kinszasa (Ambasada)
- Etiopia
  - Addis Abeba (Ambasada)
- Kenia
  - Nairobi (Ambasada[3])
- Nigeria
  - Abudża (Ambasada[3])
- Południowa Afryka
  - Pretoria (Ambasada[3])
- Senegal
  - Dakar (Ambasada)
- Sudan
  - Chartum (Ambasada)
- Tanzania
  - Dar es Salaam (Ambasada[3])
- Uganda
  - Kampala (Ambasada[3])

## Azja

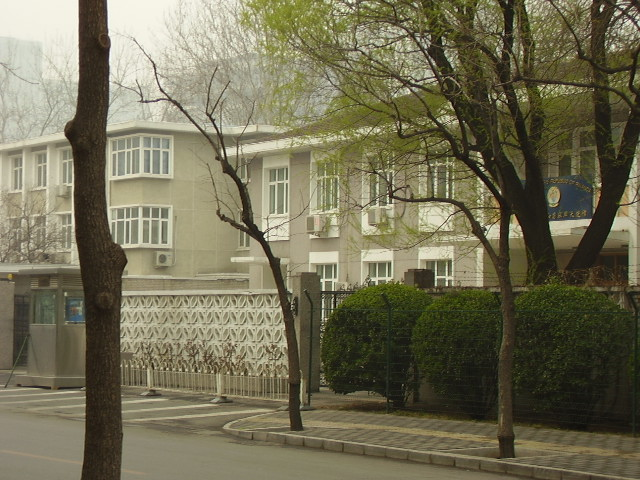
Ambasada Rwandy w Pekinie

- Chiny
  - Pekin (Ambasada)
- Indie
  - Nowe Delhi (Ambasada[3])
- Japonia
  - Tokio (Ambasada)
- Korea Południowa
  - Seul (Ambasada)
- Singapur
  - Singapur (Ambasada[3])

## Organizacje międzynarodowe
- Nowy Jork - Stałe Przedstawicielstwo przy Organizacji Narodów Zjednoczonych
- Genewa - Stałe Przedstawicielstwo przy Biurze Narodów Zjednoczonych i innych organizacjach
- Addis Abeba - Stałe Przedstawicielstwo przy Unii Afrykańskiej
- Bruksela - Misja przy Unii Europejskiej